# 7B busz (Szekszárd)
A szekszárdi 7B jelzésű autóbusz a 7-es buszjárat betétjárata volt, mely a Tesco áruháztól indulva a déli városrész és az Autóbusz-állomás, illetve az Autóbusz állomás és az Ipartelep kapcsolatát látta el. Munkanapokon kétszer, a reggeli csúcsidőben, illetve délután a gyárak és üzemek műszakváltásához igazodva közlekedett. A járat az Autóbusz állomáson bevárta a Tót-völgy irányából érkező 6-os jelzésű autóbuszt.

## Története
Régi elnevezése 10-es számú járat volt. Menetrendváltás óta (2008) az új elnevezéssel közlekedett egészen 2022.augusztus 26-ig.

## Útvonala
| Autóbusz-állomás felé |
| --- |
| Tesco áruház – Csatári forduló – Alisca utca – Munkácsy utca – Béla király tér – Szent László utca – Széchenyi utca – Szent István tér – Epreskert utca – Aranytó utca – Páskum utca – Autóbusz-állomás |

## Megállóhelyei
| sz. | Megállóhely neve     | Menetidő (perc) | Átszállási kapcsolatok                   |
| --- | -------------------- | --------------- | ---------------------------------------- |
| 0   | Tesco áruház         | 0               |                                          |
| 1   | Csatári forduló      | 2               | 7A, 9, 9Y, 98                            |
| 2   | Alisca utca          | 4               | 7A, 9, 9Y, 98                            |
| 3   | Alisca utca trafóház | 5               | 7, 7A                                    |
| 4   | Fűtőmű               | 7               | 7, 7A                                    |
| 5   | Munkácsy utca        | 8               | 7, 7A                                    |
| 6   | Béla király tér      | 10              | 1, 7, 7A                                 |
| 7   | Szent László utca    | 12              | 1, 2, 2Y, 4, 4A, 4Y, 7A                  |
| 8   | Posta                | 13              | 1, 2, 2Y, 4, 4A, 4Y, 7, 7A, 8, 9, 9Y, 98 |
| 9   | Szent István tér     | 16              | 1, 4, 4A, 4Y, 5, 6, 7A                   |
| 10  | Autóbusz-állomás     | 18              | 1, 2, 2Y, 3A, 4, 5, 5Y, 6, 7, 7A         |
| 11  | Epreskert utca       | 21              | 3, 3A, 7                                 |
| 12  | Aranytó utca         | 22              | 3, 3A, 7                                 |
| 13  | Tolnatej Zrt.        | 23              | 3, 3A, 7                                 |
| 14  | Béke-telep           | 26              | 3, 7                                     |
| 15  | Páskum utca          | 27              | 3, 7                                     |
| 16  | Autóbusz-állomás     | 30              | 1, 2, 2Y, 3A, 4, 5, 5Y, 6, 7, 7A         |